# Franz-Josef Bormann
Franz-Josef Bormann (* 27. Februar 1965 in Hildesheim) ist ein deutscher Moraltheologe und römisch-katholischer Priester. Er ist Experte für die Moraltheologie des Thomas von Aquin und in Fachkreisen bekannt für seine Studien zum Naturrecht.

## Akademisches Leben

### Ausbildung
Nach seinem Abitur am Gymnasium Josephinum begann Bormann 1984 das Studium der Philosophie und der katholischen Theologie an der Philosophisch-Theologischen Hochschule Sankt Georgen in Frankfurt und schloss 1986 mit dem Bakkalaureat in Philosophie und dem Vordiplom in katholischer Theologie ab, um sein Studium an der Universität München sowie an der Hochschule für Philosophie München fortzusetzen. Seine philosophischen Studien schloss er hier 1988 mit dem Magister Artium in Philosophie ab und gewann mit seiner Abschlussarbeit den Alfred-Delp-Förderpreis. Von 1988 bis 1991 studierte Bormann als Germaniker katholische Theologie an der Pontificia Universitas Gregoriana in Rom und schloss mit dem Bakkalaureat in katholischer Theologie ab. Dem schloss sich ein einjähriges Aufbaustudium an der Hochschule für Philosophie in München an, von 1992 bis 1995 erweiterte Bormann seine Kenntnisse in einem weiteren Aufbaustudium an der Philosophisch-Theologischen Hochschule Sankt Georgen. Für dieses Aufbaustudium wurde er auch in die Graduiertenförderung des Cusanuswerkes aufgenommen.

### Forschung und Lehre
1995 begann er im Bereich der Forschung und Lehre als wissenschaftlicher Mitarbeiter am Institut für Evangelische und Katholische Theologie und ihre Didaktik der Erziehungswissenschaftlichen Fakultät der Universität Kiel, 1998 promovierte er zum Dr. theol. an der Philosophisch-Theologischen Hochschule Sankt Georgen und beendete damit seine Tätigkeit an besagtem Lehrstuhl und wurde wissenschaftlicher Assistent am Institut für Systematische Theologie, Arbeitsbereich Moraltheologie bei Eberhard Schockenhoff an der Universität Freiburg. Von 2002 bis 2003 vertiefte Bormann seine Studien als Visiting Scholar an der Harvard University (Philosophy Department) und am Boston College (Philosophy Department) und schloss seine Habilitation im Jahre 2005 ab. Im selben Jahre wurde er Inhaber des moraltheologischen und ethischen Lehrstuhls an der Theologischen Fakultät Paderborn. Zum Sommersemester 2008 wurde er auf den Lehrstuhl für Moraltheologie an der Katholisch-Theologischen Fakultät der Universität Tübingen berufen. 
Bormann wurde am 14. Mai 2005 im Hildesheimer Dom zum Priester geweiht.
2016 wurde Bormann als Mitglied in den Deutschen Ethikrat berufen, dem er bis 2024 angehörte. Zudem gehörte er von 2010 bis 2022 Mitglied der Zentralen Ethikkommission bei der Bundesärztekammer.
Er sprach sich im Januar 2022 für eine altersbezogene (beispielsweise ab 50 Jahren) Impfpflicht gegen COVID-19 aus.

## Veröffentlichungen (Auswahl)
- (Hrsg.): Tod und Sterben. Anthropologische Grundlagen, kulturelle Deutungsmuster und aktuelle Herausforderungen. De Gruyter, Berlin 2024, ISBN 978-3-11-104505-4.
- (Hrsg.): Lebensbeendende Handlungen. Ethik, Medizin und Recht zur Grenze von 'Töten' und 'Sterbenlassen'. De Gruyter, Berlin 2017, ISBN 978-3-11-048572-1.
- mit Gian Domenico Borasio (Hrsg.): Sterben. Dimensionen eines anthropologischen Grundphänomens. De Gruyter, Berlin 2012, ISBN 978-3-11-025733-5.

- mit Bernd Irlenborn (Hrsg.): Religiöse Überzeugungen und öffentliche Vernunft. Zur Rolle des Christentums in der pluralistischen Gesellschaft (= Quaestiones Disputatae 228). Herder, Freiburg im Breisgau 2008, ISBN 978-3-451-02228-9.
- Soziale Gerechtigkeit zwischen Fairness und Partizipation. John Rawls und die Katholische Soziallehre (= Studien zur theologischen Ethik 113). Academic Press/Herder, Freiburg (Schweiz)/Fribourg 2006.
- mit Christian Schröer (Hrsg.): Abwägende Vernunft. Praktische Rationalität in historischer, systematischer und religionsphilosophischer Perspektive. de Gruyter, Berlin 2004, ISBN 3-11-017517-7.
- Natur als Horizont sittlicher Praxis. Zur handlungstheoretischen Interpretation der Lehre vom natürlichen Sittengesetz bei Thomas von Aquin (= Münchener Philosophische Studien. Neue Folge 14). Kohlhammer, Stuttgart/Berlin/Köln 1999.